# Alexis Ford
Alexis Ford (Glendale, Nueva York, 24 de abril de 1988) es una actriz pornográfica estadounidense retirada.

## Biografía
Ford asistió a la escuela católica en Queens, Nueva York, ella era un miembro de la Sociedad Nacional de Honor en la escuela primaria y la escuela de enfermería en Miami, Florida. Su primer trabajo fue para la cadena de restaurantes Outback Steakhouse. Alexis comenzó su carrera en la industria del entretenimiento para adultos como estríper en despedidas de soltero. También Ford posó desnuda para fotógrafos eróticos como Suze Randall, Holly Randall y Stephen Hicks, una modelo nudista que utiliza el nombre Elita Moore, le aconsejó seguir una carrera en la industria del cine para adultos. Alexis firmó un contrato exclusivo con la compañía Adán y Eva en septiembre de 2009. Este contrato fue renovado por Adán y Eva en octubre del año siguiente. Otras grandes empresas en que Ford ha aparecido son Girlfriends Films, Ángel elegante, Conceptos FM, Smash Pictures, Brazzers y West Coast Productions. Por otra parte, Alexis fue la Pet del mes en el junio de 2012 de la revista Penthouse. Nominado para un premio AVN a la mejor actriz nueva en 2011, Ford ganó el Premio AVN a la mejor escena muchacha / muchacho, en el año 2013.

## Premios y nominaciones
- 2011 Premio AVN nominada – Best All-Girl Group Sex Scene – Femme Core[2]
- 2011 Premio AVN nominada – Best New Starlet[2]
- 2013 Premio AVN Ganadora _ Best Boy/Girl Sex Scene.